# André Desvages
André Desvages (Graye-sur-Mer, Normandía; 12 de marzo de 1944-2 de junio de 2018) fue un ciclista francés, que fue profesional entre 1967 y 1970. Su éxito deportivo más destacado fue una victoria de etapa al Tour de Francia de 1968.
Al retirarse del profesionalismo pasó a dirigir una nueva formación ciclista, el equipo Gitane-Frigécrème.

## Palmarés
- 1965 
  - 1º en la París-Troyes
  - Vencedor de una etapa de la Carrera de la Paz
  - Vencedor de una etapa del Tour del Porvenir
- 1966 
  - Vencedor de una etapa de la Cursa de la Paz
- 1967 
  - Vencedor de 2 etapas en la París-Niza
- 1968 
  - Vencedor de una etapa del Tour de Francia

### Resultados al Tour de Francia
- 1968. Abandona (15a etapa). Vencedor de una etapa